# Барча Мика (Хунедоара)
Барча Мика (рум. Bârcea Mică) насеље је у Румунији у округу Хунедоара у општини Дева. Oпштина се налази на надморској висини од 209 m.

## Становништво
Према подацима из 2002. године у насељу је живело 1351 становника.

### Попис2002.
| Расподела становништва по националности 2002.‍ | Расподела становништва по националности 2002.‍ | Расподела становништва по националности 2002.‍ | Расподела становништва по националности 2002.‍ | Расподела становништва по националности 2002.‍ |
| --------------------------------------------- | --------------------------------------------- | --------------------------------------------- | --------------------------------------------- | --------------------------------------------- |
|                                               |                                               |                                               |                                               |                                               |
| Румуни                                        | Румуни                                        |                                               | 1.060                                         | 78,8%                                         |
| Мађари                                        | Мађари                                        |                                               | 115                                           | 8,5%                                          |
| Роми                                          | Роми                                          |                                               | 166                                           | 12,3%                                         |
| Немци                                         | Немци                                         |                                               | 5                                             | 0,4%                                          |